# Contheyla brunnea
Contheyla brunnea är en fjärilsart som beskrevs av Tokuichi Shiraki 1913. Contheyla brunnea ingår i släktet Contheyla och familjen snigelspinnare. Inga underarter finns listade i Catalogue of Life.